# Pēteris Skudra
Pēteris „Peter“ Skudra (* 24. April 1973 in Riga, Lettische SSR) ist ein ehemaliger lettischer Eishockeytorwart und derzeitiger -trainer, der in seiner aktiven Zeit von 1990 bis 2007 unter anderem für die Pittsburgh Penguins, Buffalo Sabres, Boston Bruins und Vancouver Canucks in der National Hockey League gespielt hat. Seit 2007 arbeitet er als Trainer in der Superliga und in der Kontinentalen Hockey-Liga (KHL).

## Karriere
Pēteris Skudra begann seine Karriere als Eishockeyspieler in seiner Heimatstadt bei Pardaugava Riga, für dessen Profimannschaft er von 1992 bis 1994 in der Interstate Hockey League aktiv war. Im selben Zeitraum spielte er parallel in der lettischen Eishockeyliga, zunächst für Pardaugava Riga und in der Saison 1993/94 für dessen Farmteam Hokeja Centrs, mit dem er den lettischen Meistertitel gewann. Im Sommer 1994 ging der Torwart nach Nordamerika, wo er zunächst drei Jahre lang bei unterklassigen Mannschaften wie den Hamilton Bulldogs aus der American Hockey League, den Erie Panthers und Johnstown Chiefs aus der East Coast Hockey League und den Memphis Riverkings aus der Central Hockey League zwischen den Pfosten stand. Zudem lief er in der Sommerpause 1996 in 18 Spielen für die Oklahoma Coyotes in der professionellen Inlinehockey-Liga Roller Hockey International auf.
Am 25. September 1997 unterschrieb Skudra einen Vertrag als Free Agent bei den Pittsburgh Penguins aus der National Hockey League. In der Saison 1997/98 bestritt der Lette seine ersten 17 Spiele in der NHL für Pittsburgh. Parallel lief er für deren Farmteams, die Houston Aeros aus der International Hockey League und die Kansas City Blades aus der International Hockey League, auf. Von 1998 bis 2000 kam er schließlich regelmäßig im NHL-Team der Penguins zum Einsatz. Am 3. Oktober 2000 wechselte er als Free Agent zu Pittsburghs Ligarivalen Boston Bruins, wurde jedoch nach nur drei Tagen von den Buffalo Sabres unter Vertrag genommen. Im November 2000 erwarben die Bruins erneut die Rechte am ehemaligen lettischen Nationalspieler und er kam bis zum Ende der Spielzeit auf 26 NHL-Einsätze für die Boston Bruins.
Von 2001 bis 2003 spielte Skudra für die Vancouver Canucks in der NHL sowie sporadisch für deren AHL-Farmteams Hartford Wolf Pack und Manitoba Moose. Anschließend wurde er von Chimik Woskressensk aus der russischen Superliga verpflichtet, für das er zwei Jahre lang spielte, wobei er die Saison 2003/04 bei dessen Ligarivalen Ak Bars Kasan beendete. Nach weiteren Stationen bei den Superliga-Teilnehmern HK ZSKA Moskau und Metallurg Nowokusnezk beendete der ehemalige NHL-Spieler im Anschluss an die Saison 2006/07 im Alter von 34 Jahren seine Karriere.
Nach seinem Karriereende arbeitete Skudra zunächst als Torwarttrainer bei Metallurg Nowokusnezk. Ab 2009 war er als Experte bei KHL-Übertragungen des Satelliten-Sportkanals Viasat Sport Baltic engagiert. In der Saison 2011/12 war Skudra als Torwarttrainer bei Sewerstal Tscherepowez angestellt. 2012 wurde er vom HK Sibir Nowosibirsk als Assistenztrainer verpflichtet.
Zwischen 2013 und 2018 war er Cheftrainer bei Torpedo Nischni Nowgorod und erreichte mit Torpedo in dieser Zeit einmal das Playoff-Viertelfinale. Zur Saison 2019/20 wurde Skudra Cheftrainer beim HK Traktor Tscheljabinsk und im November 2019 nach einer Niederlagenserie entlassen. Im Juli 2020 wurde er Cheftrainer bei Dinamo Riga und hatte dieses Amt bis zum Ende der Saison 2020/21 inne.

### International
Für die Sowjetunion nahm Skudra an der U18-Junioren-Europameisterschaft 1991 teil. Für Lettland stand er im Aufgebot bei der C-Weltmeisterschaft 1993, der B-Weltmeisterschaft 1994 sowie der A-Weltmeisterschaft 1997.

## Erfolge und Auszeichnungen
- 1991 Silbermedaille bei der U18-Junioren-Europameisterschaft
- 1993 Aufstieg in die B-Weltmeisterschaft bei der C-Weltmeisterschaft
- 1994 Lettischer Meister mit Hokeja Centrs
- 1994 Niedrigster Gegentorschnitt in der lettischen Eishockeyliga